# Ramal CC3 del Ferrocarril Belgrano
El Ramal CC3 pertenecía al Ferrocarril General Belgrano, Argentina.

## Ubicación
Se ubicaba en la provincia de Santa Fe, uniendo el Embarcadero de la ciudad de Rosario con la estación Empalme Graneros.

## Características
Es un ramal de la red de trocha angosta del Ferrocarril General Belgrano, cuya extensión es de 3 km entre la Estación Embarcadero de Rosario y la Estación Empalme Graneros.
Sus vías se encuentran tapadas por la Avenida Carballo entre Puerto Norte y la Avenida Travesía. Hasta 2006/7, era posible poder verlas aún.